# Sam Lammers
Sam Adrianus Martinus Lammers (ur. 30 kwietnia 1997 w Tilburgu) – holenderski piłkarz występujący na pozycji napastnika. Wychowanek Willem II, w trakcie swojej kariery grał także w takich zespołach, jak PSV, Heerenveen oraz Atalanta. Młodzieżowy reprezentant Holandii.